# Kristen Bell

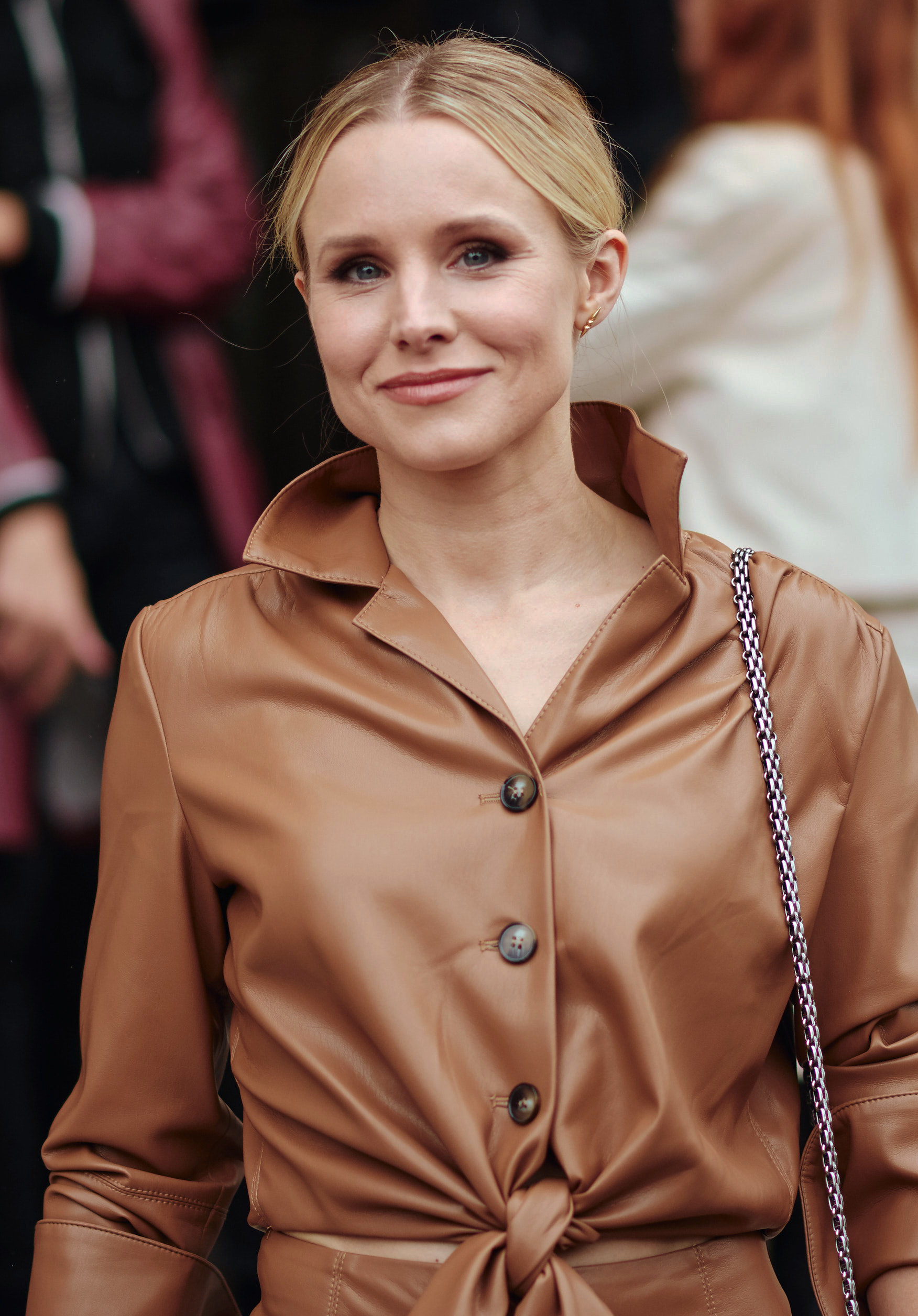
Kristen Bell (2020)

Kristen Anne Bell (* 18. Juli 1980 in Detroit, Michigan) ist eine US-amerikanische Filmschauspielerin, Musicaldarstellerin und Sängerin. Sie ist vor allem durch ihre Hauptrolle in der US-Fernsehserie Veronica Mars und als Synchronsprecherin in der Hauptrolle der Anna in Die Eiskönigin bekannt.

## Leben
Bell absolvierte eine Schauspielausbildung an der Tisch School of the Arts der New York University. Ihr Filmdebüt gab sie 2001 in der Komödie Pootie Tang mit Komiker Chris Rock in der Hauptrolle. Darüber hinaus war sie in mehreren Broadway-Musicals zu sehen.
Bis 2004 hatte Bell Gastauftritte in mehreren Fernsehserien und spielte in einigen Fernsehfilmen mit. 2004 gelang ihr der Durchbruch mit einer Hauptrolle in David Mamets Film Spartan an der Seite von Val Kilmer. Im Herbst 2004 startete auf dem US-Fernsehsender UPN die Fernsehserie Veronica Mars mit Bell in der Hauptrolle. Aufgrund guter Kritiken und einer großen Fangemeinde wurden trotz schwacher Einschaltquoten bis zum 22. Mai 2007 insgesamt drei Staffeln produziert, bevor die Serie schließlich abgesetzt wurde. Für diese Hauptrolle bekam Bell 2006 einen Saturn Award (Best Actress on Television).

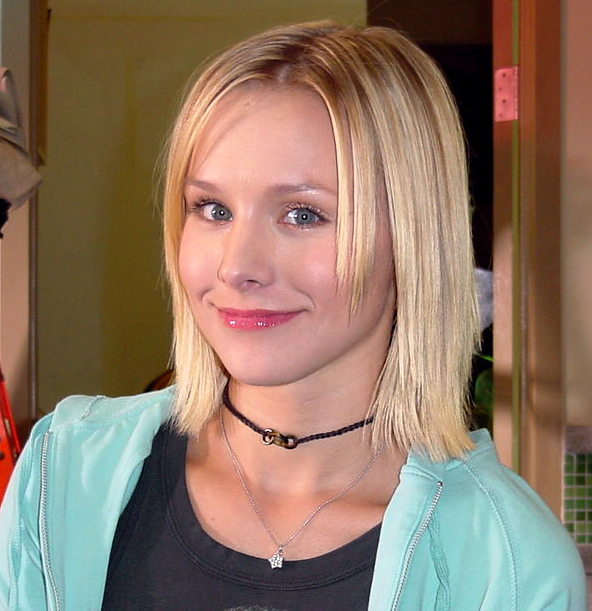
Kristen Bell (2004)

Von 2007 bis 2008 war Bell Teil der Hauptbesetzung der Fernsehserie Heroes. Ab 2007 lieh sie in drei Computerspielen der Assassin’s-Creed-Reihe der Figur Lucy Stillman ihr Aussehen und ihre Stimme. Seit 2012 gehört Bell als Jeannie Van Der Hooven zur Hauptbesetzung der Showtime-Fernsehserie House of Lies, die sich um ein Team unkonventioneller Unternehmensberater dreht. In Anlehnung an den Titel der Serie drehte Bell für das US-amerikanische Videoportal funny or die den Kurzfilm Kristen Bell’s Body of Lies, in dem sie behauptet, dass ihr Körper mit hunderten Tattoos übersät sei, die vor jedem Filmdreh aufwendig abgedeckt würden.
Aufmerksamkeit erregte Bell auch mit einem Auftritt in der US-Talkshow von Ellen DeGeneres, bei dem sie gestand, dass sie sehr emotional sei. Als Beweis präsentierte sie daraufhin ein Geburtstagsvideo. Auf YouTube erlangte das Video daraufhin innerhalb eines Monats nahezu 10 Millionen Aufrufe.
Bell ist seit ihrem elften Lebensjahr Vegetarierin. 2006 wurde sie von PETAs jährlichem Voting zur World’s Sexiest Vegetarian gewählt. Seit 2012 lebt sie vegan.
Seit der Trennung von ihrem langjährigen Freund, dem Filmproduzenten Kevin Mann, im Jahr 2007 ist Bell mit dem Schauspieler Dax Shepard liiert und heiratete ihn im Oktober 2013. Die beiden haben zwei Töchter.

## Diskografie

### Singles
| Jahr | Titel Album                                                                  | Höchstplatzierung, Gesamtwochen, AuszeichnungChartplatzierungen (Jahr, Titel, Album, Platzierungen, Wochen, Auszeichnungen, Anmerkungen) | Höchstplatzierung, Gesamtwochen, AuszeichnungChartplatzierungen (Jahr, Titel, Album, Platzierungen, Wochen, Auszeichnungen, Anmerkungen) | Anmerkungen                                                                         |
| Jahr | Titel Album                                                                  | UK | US | Anmerkungen                                                                         |
| ---- | ---------------------------------------------------------------------------- | --- | --- | ----------------------------------------------------------------------------------- |
| 2013 | Do You Want to Build a Snowman? Die Eiskönigin – Völlig unverfroren (O.S.T.) | UK26 ×2Doppelplatin · (40 Wo.)UK | US51 ×4Vierfachplatin · (18 Wo.)US | Erstveröffentlichung: 25. November 2013 mit Agatha Lee Monn & Katie Lopez           |
| 2013 | For the First Time in Forever Die Eiskönigin – Völlig unverfroren (O.S.T.)   | UK38 Platin · (28 Wo.)UK | US57 ×4Vierfachplatin · (19 Wo.)US | Erstveröffentlichung: 25. November 2013 mit Idina Menzel                            |
| 2013 | Love Is an Open Door Die Eiskönigin – Völlig unverfroren (O.S.T.)            | UK52 Platin · (12 Wo.)UK | US49 ×3Dreifachplatin · (4 Wo.)US | Erstveröffentlichung: 25. November 2013 mit Santino Fontana                         |
| 2019 | Some Things Never Change Die Eiskönigin II (O.S.T.)                          | UK73 Gold · (7 Wo.)UK | US— PlatinUS | Erstveröffentlichung: 15. November 2019 mit Idina Menzel, Jonathan Groff & Josh Gad |

Weitere Lieder
- 2013: For the First Time in Forever (Reprise) (mit Idina Menzel, US: Platin)
- 2017: That Time of Year (mit Idina Menzel & Josh Gad, US: Gold)
- 2019: The Next Right Thing (UK: Silber, US: Gold)
- 2024: Islands in the Stream  (mit Middle Aged Dad Jam Band)

## Filmografie (Auswahl)
Filme
- 1998: Gestern war ich noch Jungfrau (Polish Wedding)
- 2001: Pootie Tang
- 2002: People Are Dead
- 2002: Das Königreich der Katzen (The Cat Returns)
- 2003: The King and Queen of Moonlight Bay
- 2004: Gracie’s Choice
- 2004: Spartan
- 2005: Deepwater
- 2005: Kifferwahn (Reefer Madness: The Movie Musical)
- 2006: Fifty Pills
- 2006: Pulse – Du bist tot, bevor Du stirbst (Pulse)
- 2006: Roman
- 2006: Eine Hochzeit zu Weihnachten (A Christmas Wedding)
- 2007: Flatland: The Movie (Kurzfilm)
- 2008: Nie wieder Sex mit der Ex (Forgetting Sarah Marshall)
- 2009: Fanboys
- 2009: Serious Moonlight
- 2009: All Inclusive (Couples Retreat)
- 2009: Astro Boy – Der Film (Astro Boy) (Animationsfilm, Charakter Cora, Stimme)
- 2010: When in Rome – Fünf Männer sind vier zuviel (When in Rome)
- 2010: Männertrip (Get Him to the Greek)
- 2010: Du schon wieder (You Again)
- 2010: Burlesque
- 2011: Scream 4
- 2012: Hit and Run
- 2012: Journey of Love – Das wahre Abenteuer ist die Liebe (Safety Not Guaranteed)
- 2012: Love Stories (Stuck in Love)
- 2012: Der Ruf der Wale (Big Miracle)
- 2012: Kristen Bell’s Body of Lies (Kurzfilm)
- 2013: The Lifeguard
- 2013: Movie 43
- 2013: Die Eiskönigin – Völlig unverfroren (Frozen, Stimme der Anna)
- 2014: Veronica Mars
- 2015: Die Eiskönigin – Party-Fieber (Frozen Fever, Kurzfilm, Stimme der Anna)
- 2016: Zoomania (Zootopia, Stimme von Priscilla)
- 2016: The Boss
- 2016: Bad Moms
- 2017: Die Eiskönigin – Olaf taut auf
- 2017: CHiPs
- 2017: How to Be a Latin Lover
- 2017: Bad Moms 2 (A Bad Moms Christmas)
- 2018: Wie der Vater … (Like Father)
- 2019: Die Eiskönigin II (Frozen II, Stimme der Anna)
- 2021: Queenpins
- 2022: The People We Hate at the Wedding
- 2023: Paw Patrol – Der Mighty Kinofilm (PAW Patrol: The Mighty Movie, Stimme der Janet)

Fernsehserien
- 2003: The Shield – Gesetz der Gewalt (The Shield, Folge 2x01 Die Abmachung)
- 2003: The O’Keefes (2 Folgen)
- 2003: Everwood (Folge 2x02 Gute Noten, schlechte Noten)
- 2003: American Dreams (Folge 1x16 Act of Contrition)
- 2004: Deadwood (2 Folgen)
- 2004–2007, 2019: Veronica Mars (72 Folgen)
- 2007–2008: Heroes (12 Folgen)
- 2007–2012: Gossip Girl (Stimme vom Gossip Girl)
- 2009–2010: Party Down (2 Folgen)
- 2012: Unsupervised (10 Folgen, Stimme von Megan)
- 2012–2016: House of Lies (58 Folgen)
- 2013–2014: Parks and Recreation (3 Folgen)
- 2014: Play It Again, Dick (3 Folgen)
- 2014–2015: Bubble Guppies (4 Folgen)
- 2015, 2021: Die Simpsons (The Simpsons, 2 Folgen, Stimme)
- 2016: Terrific Trucks (3 Folgen)
- 2016: Die Eiskönigin – Zauber der Polarlichter (LEGO Frozen Northern Lights, 4 Folgen, Stimme von Anna)
- 2016–2020: The Good Place (50 Folgen)
- 2017: Nobodies (Folge 1x06 Too Much of a Good Thing)
- 2017: Ryan Hansen Solves Crimes on Television (Folge 1x07 Freezed)
- 2017: Big Mouth (4 Folgen, Stimme)
- 2020–2022: Central Park (23 Folgen, Stimme von Molly Tillerman)
- 2021: Ultra City Smiths (6 Folgen, Stimme von Donella Pecker)
- 2021: Gossip Girl (Stimme vom Gossip Girl)
- seit 2021: Do, Re & Mi (Stimme von Mi)
- 2022: The Woman in the House Across the Street from the Girl in the Window (8 Folgen)
- 2022: Zoomania+ (Zootopia+, Stimme von Priscilla)
- 2024: Nobody Wants This
- 2025: Hacks (Folge 4x05 Clickable Face)

## Sonstiges
Theater
- 2001–2004: Mehrere Broadway-Auftritte

Videospiele: Aussehen und Stimme des Charakters Lucy Stillman in
- 2007: Assassin’s Creed
- 2009: Assassin’s Creed II
- 2010: Assassin’s Creed: Brotherhood

## Auszeichnungen

### Golden Globe
- 2019: Nominierung als Beste Serien-Hauptdarstellerin – Komödie/Musical für The Good Place
- 2025: Nominierung als Beste Serien-Hauptdarstellerin – Komödie/Musical für Nobody Wants This

### Saturn Award
- 2005: Nominierung als Beste TV-Hauptdarstellerin für Veronica Mars
- 2006: Auszeichnung als Beste TV-Hauptdarstellerin für Veronika Mars
- 2007: Nominierung als Beste TV-Hauptdarstellerin für Veronika Mars
- 2009: Nominierung als Beste TV-Hauptdarstellerin für Veronika Mars

### Satellite Award
- 2005: Nominierung als Beste Hauptdarstellerin in einer Serie (Drama) für Veronika Mars
- 2006: Nominierung als Beste Hauptdarstellerin in einer Serie (Drama) für Veronika Mars

### Scream Award
- 2011: Nominierung für den Besten Cameo Auftritt (gemeinsam mit Anna Paquin) für Scream 4